# Jan Albertsz Rotius

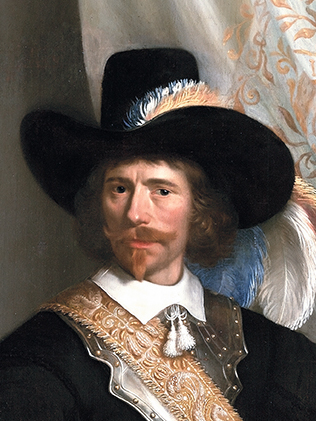
Zelfportret van Jan Albertsz Rotius (detail van Portret van schutters van Hoorn; het vendel van kapitein Seyne Coninck), 1655

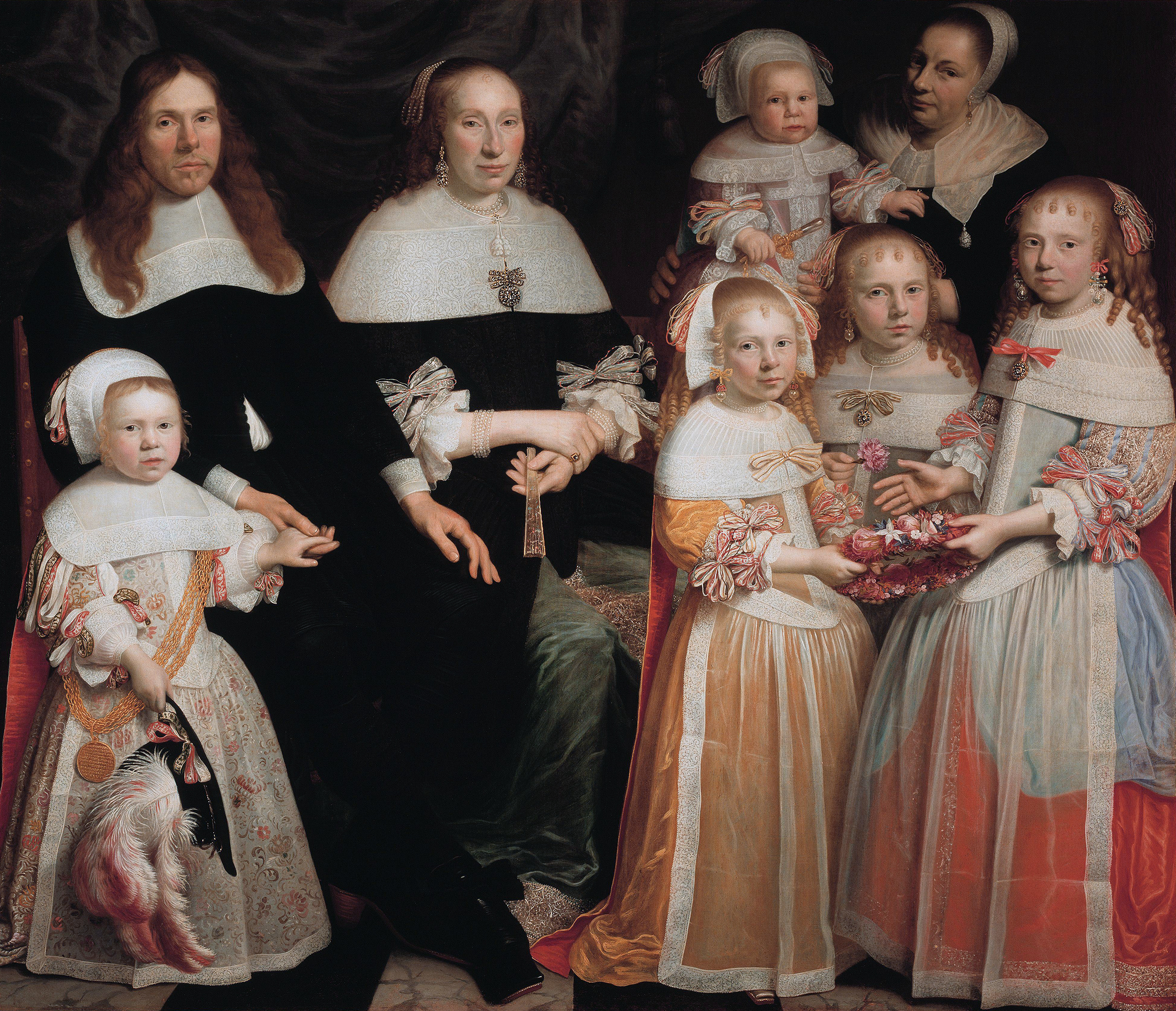
Meyndert Sonck (1626-1675) en Agatha van Neck (1634-1707) en hun kinderen (Jan Albertsz Rotius, 1662)

Jan Albertsz. Rotius (Medemblik, 1624 - Hoorn, 1666) was een Noord-Nederlandse schilder die gespecialiseerd was in portretkunst. Hij was voornamelijk in West-Friesland werkzaam. Rotius is vooral bekend om de schutterstukken die hij schilderde voor de Nieuwe en Oude Doelen te Hoorn en die zich tegenwoordig bevinden in het Westfries Museum aldaar.

## Biografie
Uit de naam die zijn vader liet optekenen in diens doopakte van 1624 kunnen wij opmaken dat de in Medemblik geboren portretschilder Jan Albertsz. behoorde tot de familie Rootjes of Rootges. Het Kerkelijk register van de Gereformeerde Kerk te Medemblik maakt melding van een op ‘20 oct. 1624’ gedoopte ‘Albert Jansz. Rootgies’. Later zou de schilder zich in Hoorn vestigen en zijn werken gewoonlijk ondertekenen met het gelatiniseerde Rotius of Rootius. In de intekenakte voor zijn huwelijk wordt hij Rootseijus genoemd en dus niet geheel onjuist treffen we in de Groote Schouburgh van Arnold Houbraken de spelling Roodtseus aan.
In gedateerde lexica (o.a. Bénézit) staat echter te lezen dat de kunstenaar leefde van ca. 1615 tot 1674 en zij omschrijven hem niet alleen als een portretschilder, maar ook als een schilder van stillevens. Het vroeger voor algemeen aangenomen geboortejaar van 1615 berust hoogstwaarschijnlijk op een onjuiste mededeling van Houbraken die schreef dat Rotius in 1655 veertig jaar oud was.
In 1643 trad Jan Albertsz. Rotius in het huwelijk met Maartje Ambrosiusdr. Het staat aldus opgetekend in de Trouwboecken der Noorder- en Oosterkerk te Hoorn: ‘Den 7 November 1643 jan Albertsz Rootseijus Jongesel van Medemblijck ende daer wonende ende Maertie Ambrosijus Jonge dochter van Hoorn wonende op het nijeuwe noort;(i.m.) Attestatie om tot Medemblick te trouwen den 22 November 1643’.
Van hun zeven kinderen zouden er slechts drie volwassen worden, waaronder de in 1644 te Hoorn geboren stillevenschilder Jacob Rotius die een leerling was van Jan Davidsz. de Heem. H.F. Wijnman schreef dat het oeuvre ‘van vader en zoon niet geheel juist te onderscheiden’ was en dat daarom in het verleden stillevens van Jan Albertsz. abusievelijk aan de zoon Jacob waren toegeschreven.
Op 16 oktober 1666 maakte de zieke Jan Albertsz. Rotius zijn testament op, waarbij zijn zoon Jacob ‘alle prenten ende teyckeningen’ toegewezen kreeg. Enkele dagen later overleed hij op tweeënveertigjarige leeftijd om vervolgens bijgezet te worden in het graf van zijn schoonvader in Grote Kerk te Hoorn.

## Opleiding en carrière
We weten relatief weinig over Jan Albertsz. Rotius die door Arnold Houbraken omschreven werd als ‘een vermaart Schilder van levensgroote pourtretten’ en volgens hem ‘daar in zoo veer gekomen dat velen dezelve zoo waardig van Konst hebben geschat als die Bartolom. vander Helst (…)’. Houbraken maakte deze flatterende opmerking met het voorbehoud dat hij ‘wel lust, maar geen tyd of gelegenheit’ had gehad beide schilders ook daadwerkelijk met elkaar te vergelijken. We kunnen ons daarbij afvragen – zoals Renckens dat reeds voor ons deed – of Houbraken het werk van Rotius ooit gezien heeft. Jacob Campo Weyerman schreef reeds over Rotius: ‘Die Konstschilder wort by sommige Konstkenners geplaatst beneffens Bartholomeus vander Helst, waar aan wy echter ons zegel nooit zullen hangen.’ Op grond van een vergelijking tussen schutterstukken van beide schilders noemde C.A. Abbing in 1839 zonder enige aarzeling Van der Helst als leermeester van Rotius. Houbraken zelf verkeerde daarentegen in de veronderstelling dat Rotius in de leer was geweest bij Pieter Lastman. Al in 1911 constateerde Kurt Freise, die nog uitging van de geboortedatum 1615, dat uit de werken van Rotius niet op te maken viel dat hij een leerling van Pieter Lastman was geweest.
Uitgaande van de enige juiste geboortedatum, namelijk die van 1624, is het onmogelijk gebleken dat de jonge Rotius opgeleid werd door Pieter Lastman omdat deze al in 1633 overleden was. Tot op de dag van vandaag is onduidelijk welke schilder hem ingewijd heeft in de kennis van het vak. Volgens B.J.A. Renckens wijzen enkele merkwaardige details in Rotius’ schutterstukken van 1649, 1651 en 1655, zoals classicistische bouwsels van een italianiserend karakter, op een veelvuldig verblijf in Amsterdam of op beïnvloeding door de Bentveughel Jan Linsen wiens werken hij in Hoornse collecties gezien moet hebben. Daarnaast onderkende Renckens de verwantschap in kleur en stijl met het werk van Van der Helst, alsook de consequente toepassing van compositieschema’s en architectectonische fantasie-architectuur ontleend aan schutterstukken van Govert Flinck. Rotius schilderde zijn schutterstukken slechts enkele jaren na die van Van der Helst en Flinck.
Walther Bernt bracht Jan Albertsz. Rotius op een ietwat willekeurige wijze in verband met de Friese portretschilder Wybrand de Geest. De carrière van Rotius speelde zich echter bijna uitsluitend af in Hoorn en Drechterland. Tot ca. 1649 zijn Rotius’ portretten uitgevoerd in een “conservatieve” Amsterdamse stijl die nog het meest aansluit bij die van Nicolaes Eliasz. Pickenoy. Volgens Renckens ademen deze portretten ook een Cuyp-achtige sfeer uit. Rotius’ navolging van een oudere schildersgeneratie valt mogelijk te verklaren vanuit de behoudende smaak van zijn Hoornse opdrachtgevers, zoals de families Coninck, Hooghtwoud, Sonck en Veen. Wellicht sleepte Rotius veel portretopdrachten in de wacht dankzij zijn vrouw, die verwant was aan Hoornse regentengeslachten. Rudi Ekkart noemde in 2006 Jan van Teylingen (1602-1654) als mogelijke leermeester van Rotius. Anders dan in zijn later geschilderde schutterstukken leek Rotius in zijn portretten verkorting angstvallig te willen vermijden. Ook koos hij minder vaak voor gedurfde compositorische oplossingen.